# ジョニー宜野湾

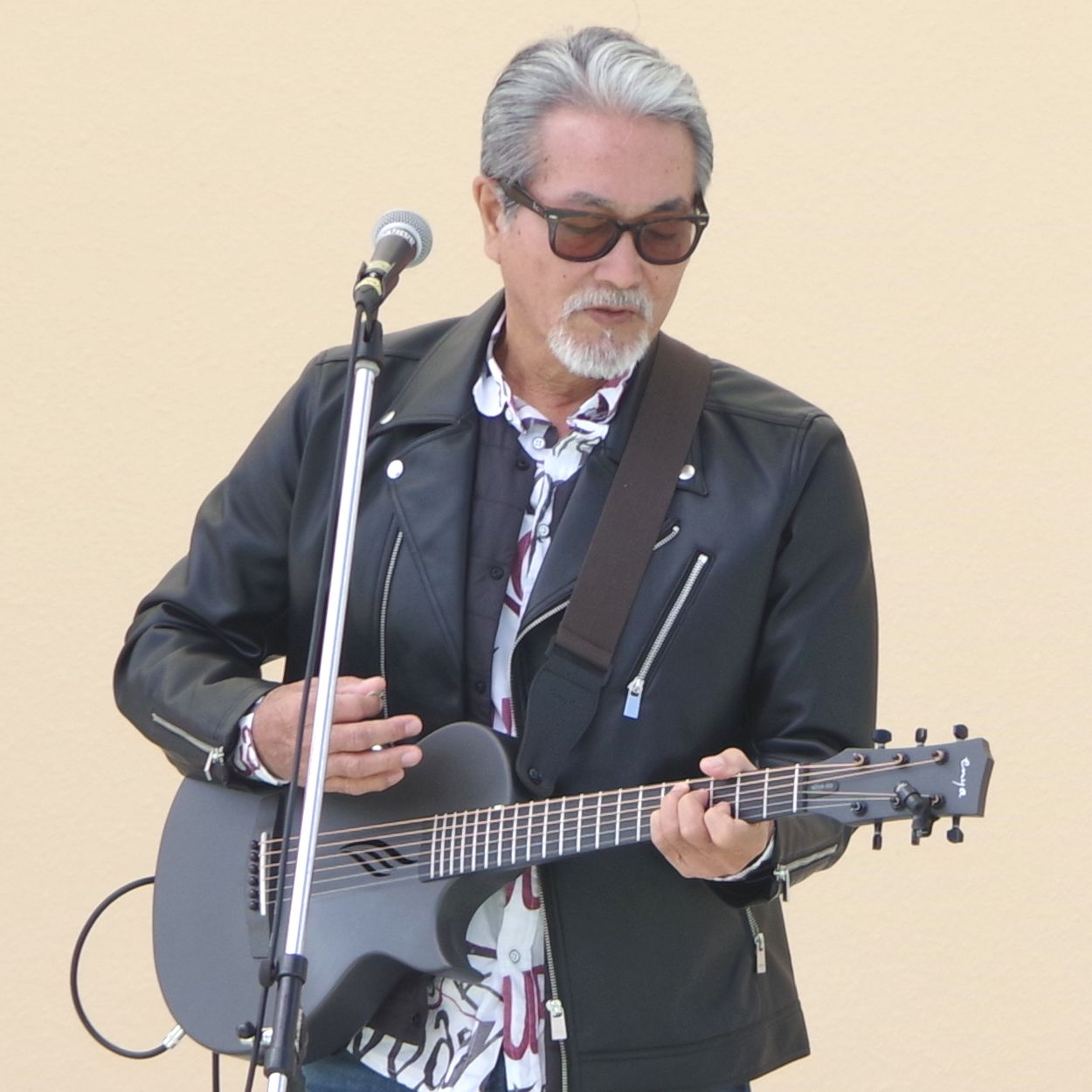
2024年3月、東村村民の森つつじ園にて。

ジョニー宜野湾（ジョニーぎのわん、1958年2月11日 - ）は、沖縄県宜野湾市出身の歌手。
沖縄県で音楽活動をするアコースティック中心の自称「県産品歌手」。元、ハートビーツのギタリスト。2010年前後からステージではウクレレをよく演奏している。
CD、アルバムなどの発売はすべて自主レーベルからのリリースであるが、活動は沖縄県ではメジャー級である。
ヒット曲として「うりひゃあでぇじなとん」「一本道」「具志堅用高の唄」などがある。中でも「一本道」は同郷のプロボクサー平仲信敏が最後の試合となったコウジ有沢戦で入場テーマとして使用し、阪神タイガースの投手福原忍選手が2008年度から入場テーマとして採用している。
また、沖縄県ローカルのCMに多数出演しており、コミカルなCMが多いことから、全国放送での地方コマーシャル紹介番組でもよく取り上げられる。釣具店のコマーシャルが代表的なもの。2004年から「わした静岡店」のTVCMにも出演、CMソングは親しみやすく静岡県内でも認知度は高い。